# Earl Van Dyke
 (décembre 2023).
Si vous disposez d'ouvrages ou d'articles de référence ou si vous connaissez des sites web de qualité traitant du thème abordé ici, merci de compléter l'article en donnant les références utiles à sa vérifiabilité et en les liant à la section « Notes et références ».
Earl Van Dyke, né le 8 juillet 1930 à Détroit (Michigan, États-Unis), mort le 18 septembre 1992 à Détroit, est un musicien et chef d'orchestre américain de soul music.

## Biographie
Il est un claviériste (piano, orgue) important de Motown Records de la fin des années 1960 aux années 1970, participant à de nombreuses sessions avec Marvin Gaye, The Four Tops, The Temptations et contribuant à de nombreux succès, notamment I Heard It Through the Grapevine, de Marvin Gaye, ou Bernadette, des Four Tops.
En 1964, il remplace Joe Hunter à la tête des Funk Brothers, qu'il garde jusqu'en 1972.
Il enregistre également quelques disques sous son nom.
Il se produit à Paris le 13 avril 1965 dans le cadre d'un Musicorama spécial intitulé Motortown Revue in Paris, partageant l'affiche avec The Supremes, The Miracles, et Little Stevie Wonder.
Dans les années 1970, il travaille avec la chanteuse Freda Payne.
Il meurt à 62 ans au Harper Hospital de Détroit, d'un cancer de la prostate.

## Discographie
Albums
- That Motown Sound (Earl Van Dyke & the Soul Brothers), Motown, 1965
- The Earl of funk, Motown, 1970